# Julije Makanec
Julije pl. Makanec (Sarajevo, 19. rujna 1904. – Zagreb, 7. lipnja 1945.), hrvatski političar, filozof i pisac.

## Životopis

### Rođenje i naobrazba
Julije Makanec rođen je 19. rujna 1904. u Sarajevu kao najstariji sin u obitelji Alfreda pl. Makanca (1879. – 1945.) (nećak Milana Makanca) i majke Marije (rođ. Dlustuš). Pučku školu polazio je u Stocu i Sanskom Mostu. Školovao se u Osijeku i Bihaću, te studirao filozofiju na Zagrebačkom sveučilištu i doktorirao 1927. godine. Godine 1927. stupio je na mjesto gimnazijskog profesora u Petrinji, a nakon toga radi na gimnaziji u Koprivnici od 1929. do 1931. Godine 1931. položio je u Zagrebu profesorski ispit iz teorije spoznaje, logike, psihologije i povijesti filozofije kao glavnog, a pedagogije, etike i estetike kao sporednog predmeta. Kao profesor premješten je 1932. godine po kazni u realnu gimnaziju u Leskovcu, a zatim u Bjelovar od 1933. do 1934. Potom je 1936. godine premješten u realnu gimnaziju u Virovitici, a zatim slijede premještaji u gimnazije Knjaževac od 1937. do 1938., Karlovac 1939. te napokon odlukom Hrvatske Banske vlasti 11. siječnja 1940. ponovno je postavljen na gimnaziju u Bjelovaru. Tu je imenovan ravnateljem gimnazije u Bjelovaru, a zatim i gradonačelnikom.

### Politički uspon i NDH
Godine 1941. na mjestu je načelnika Bjelovara. Tu je odigrao važnu ulogu u Bjelovarskom ustanku 8. travnja 1941. Nakon pobune Hrvata u jugoslavenskoj vojsci proglasio je »uskrsnuće hrvatske države«.
Nakon uspostave ustaške vlasti, služi kao stožerni pobočnik u Ustaškom stožeru Bilogora (Bjelovar). Od 1942. bio je pročelnik za duhovni odgoj u Ustaškoj mladeži. U ožujku 1943. bio je imenovan izvanrednim profesorom filozofije na Filozofskom fakultetu u Zagrebu. U jesen 1943. postaje ministar nastave.
U travnju 1945. zarobili su ga Britanci u Austriji s grupom drugih visokih dužnosnika NDH. Izručen je komunističkim vlastima. U kratkom procesu 6. lipnja pred Vojnim sudom II. armije osuđen je na smrt, te idući dan smaknut. Do danas nije poznato mjesto gdje je ubijen i pokopan, ali se pretpostavlja da je zajedno s ostalim pogubljenima zakopan negdje u Maksimirskoj šumi.
U Večemjem listu 31. kolovoza 1992. godine objavljena je fotografija Hrvatske vlade iz 1945. godine, snimljena zacijelo za vrijeme suđenja u dvorištu zatvora u Petrinjskoj ulici u Zagrebu, a na fotografiji se pod br. 8, jedini preživjeli svjedok se nalazi dr. Julije Makanec bez naočala.

## Književnik

### Stvaralaštvo
Makanec je mnogostran pisac i filozofija je, uz književnost, glavno područje njegova djelovanja. S toga područja napisao je mnoštvo rasprava, knjiga i članaka. Pisao je također i novinske članke i komentare u »Spremnosti«, »Hrvatskom listu« i dr., a osobito su značajni njegovi radovi na području beletristike gdje je pisao novele i drame.